# Schull
Schull (iriska: Scoil Mhuire or An Scoil) är en ort på den södra delen av Irland i grevskapet Cork. Färjetrafik går härifrån till Baltimore, Clear Island och Sherkin Island. 